# آکیهیکو شیوتا
آکیهیکو شیوتا (به ژاپنی: 塩田 明彦-Akihiko Shiota) (زادهٔ ۱۱ سپتامبر ۱۹۶۱ در مایزورو، کیوتو) کارگردان و فیلم‌نامه‌نویس اهل ژاپن است. 